# Hernâni Neves
Hernâni Madruga Neves (* 2. November 1963 in Mourão) ist ein ehemaliger portugiesischer Fußballspieler. Der Mittelfeldspieler spielte zuletzt bei Desportivo Beja. Er war portugiesischer Nationalspieler.
Er begann seine Karriere 1982 bei Vitória Setúbal. 1985/86 war er an den SC Farense ausgeliehen und kehrte dann wieder nach Setúbal zurück. 1988 wechselte er zu Benfica Lissabon, wo er bis 1994 unter Vertrag stand. Gleich in der ersten Saison war im Dezember 1988 ein Dopingtest von ihm positiv auf Kokain und er wurde für drei Monate gesperrt.
Mit Benfica gewann er 1989 die Meisterschaft und den Supercup und erreichte 1990 das Finale des Europapokals der Landesmeister, wo die Mannschaft 0:1 gegen den AC Mailand verlor. Auch 1991 und 1994 gewann Benfica die Meisterschaft und 1993 den Pokal, allerdings war er meistens nur noch Ersatzspieler. Von 1994 bis 1996 spielte er wieder in Setúbal und 1996/1997 in Beja.
Er wurde zwischen 1987 und 1990 zweimal in die Nationalmannschaft berufen.